# Achille Polti
Achille Polti (Livorno, 23 ottobre 1825 – Colico, 11 novembre 1899) è stato un politico italiano.
Fu senatore del Regno d'Italia nella XVI legislatura.